# Conférence de Chantilly (6-8 décembre 1915)
Vous lisez un « bon article » labellisé en 2017.
Pour les articles homonymes, voir Conférence de Chantilly.
La conférence de Chantilly est une rencontre officielle entre représentants des Alliés destinée à amorcer la mise en œuvre d'une nouvelle conduite du premier conflit mondial. Les militaires qui y assistent au nom de leurs gouvernements respectifs tentent lors de cette réunion stratégique de planifier des opérations militaires coordonnées sur l'ensemble des fronts, dans le cadre d'une guerre de coalition menée contre les puissances centrales organisées autour de lignes intérieures au centre du continent européen. Première grande conférence interalliée, elle se tient au siège du Grand Quartier général à Chantilly dans l'Oise, les 6, 7 et 8 décembre 1915, en présence de représentants de l'ensemble des belligérants alliés engagés dans le conflit.
Alors que les puissances centrales ont remporté de grandes victoires en 1915, sur le front de l'Est comme dans les Balkans, les Alliés envisagent des offensives concertées sur le front français, sur le front russe, en Italie et dans les Balkans pour le printemps et le début de l'été 1916, dans le but de rompre les fronts alors fermement tenus par les membres de la quadruplice. De plus, lors de cette conférence, les Alliés se proposent de mettre en place une planification économique du conflit, officialisant ainsi leur prise de conscience que la guerre serait aussi une guerre de coalition caractérisée par sa durée et l'ampleur des moyens mis en œuvre pour parvenir à la victoire.

## Contexte
Au cours de l'année 1915, le conflit débuté durant l'été 1914 s'installe dans la durée. Afin de remporter la victoire alors que le conflit se prolonge, chaque camp adapte sa stratégie. La fin de l'année 1915 constitue pour les Alliés l'occasion de modifier de façon radicale leur approche du conflit, dans un contexte de multiplication des victoires de la coalition adverse.

### La coalition alliée endécembre 1915

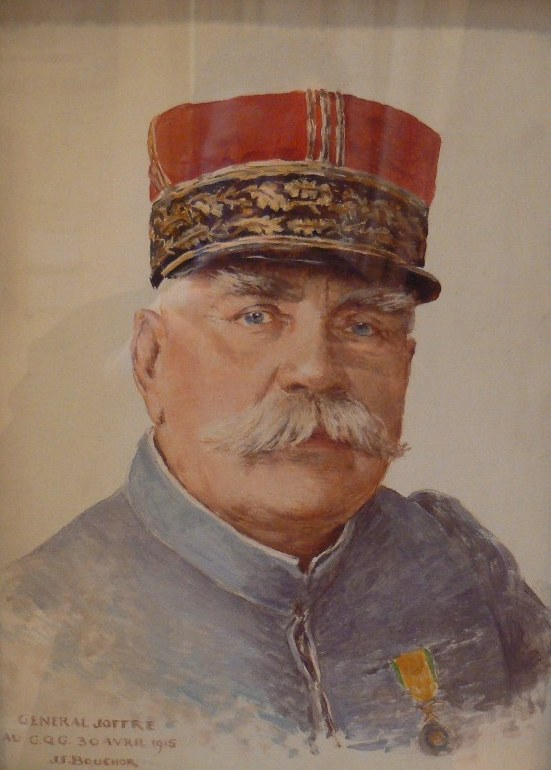
Joseph Joffre, alors commandant en chef des troupes françaises, en 1915.

À la fin de l'année 1915, les Alliés font face à une crise militaire d'importance : leurs offensives ont échoué, les Balkans sont presque totalement contrôlés par les puissances centrales,.
Cependant, en dépit de ce bilan militaire mitigé, ils prennent progressivement conscience de la nécessité de mettre en place un service de renseignement pour recueillir des informations sur l'économie de guerre des puissances centrales. Ainsi, au cours de l'année 1915, plusieurs collectes de renseignements sont organisées depuis la France et la Grande-Bretagne ; les renseignements obtenus sont mutualisés.
De plus, au milieu de l'année 1915, les Français et les Britanniques mettent en place, notamment le 22 août 1915, lors de la conférence de Boulogne-sur-Mer, les conditions financières d'une guerre à outrance contre l'Empire allemand, en recherchant des prêts auprès de banquiers américains, alors seuls en mesure de permettre le financement de la guerre ; ainsi, après des mois de négociations avec le gouvernement et les banquiers américains, la France et le Royaume-Uni émettent un emprunt commun aux États-Unis, alors neutres.
Enfin, le 2 décembre 1915, un commandement unifié des armées françaises est mis en place. Confié à Joseph Joffre, ce commandement est dorénavant compétent pour l'ensemble des divisions françaises engagées sur la totalité des théâtres d'opérations.

### Une année de conférences alliées
La conférence de Chantilly intervient au terme d'une année riche en conférences interalliées ; en effet, depuis la fin de l'année 1914, les Alliés prennent progressivement conscience de l'installation du conflit dans la durée.
La guerre se prolongeant, ils mettent en place, dès le début de l'année 1915, des moyens coordonnés de contrôle de l'information obtenue via le contrôle postal sur les courriers entre les Alliés et les pays neutres ; par ce biais, les Français parviennent à une connaissance parfaite de l'économie de guerre des puissances centrales, ainsi que de leurs capacités financières, dès la deuxième année du conflit.
En effet, au fil de l'année 1915, les principaux responsables politiques et militaires alliés affirment leur souhait de donner une cohérence renforcée à leur manière de mener le conflit dans un contexte marqué par l'entrée en guerre de l'Italie. Ainsi, le 10 septembre 1915, une conférence, réunie à Paris autour des principaux responsables du renseignement militaire allié, aboutit à la mise en commun des informations obtenues par les services de chaque membre de la coalition, au sein du bureau central interallié, nouveau service ayant pour mission de partager les informations relatives à la situation économique des puissances centrales, obtenues par les services de renseignement de chaque membre de la coalition alliée.

## Réunion

### Assistants

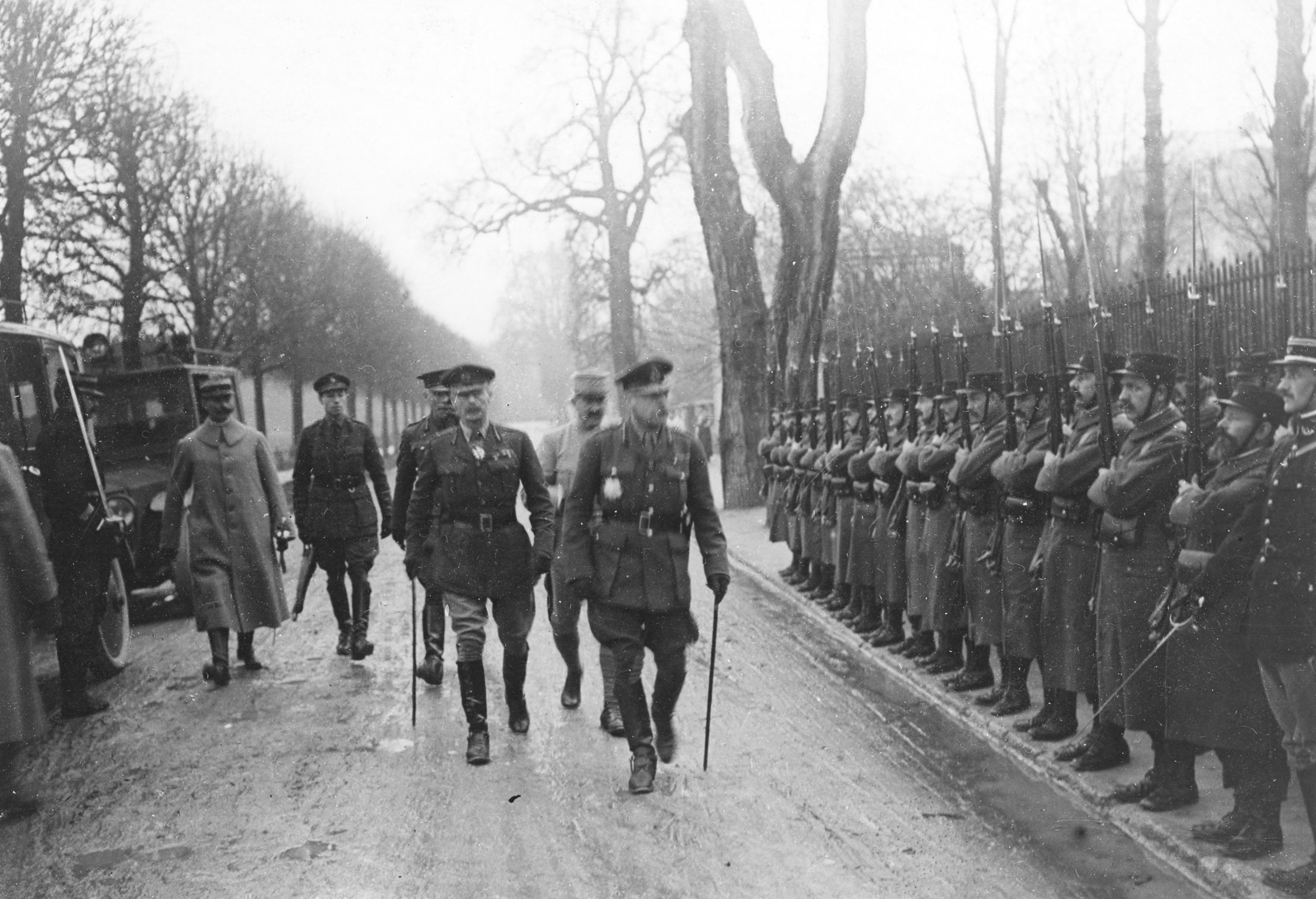
L'arrivée du général Haig à Chantilly, décembre 1915 guerre mondiale.

La conférence se tient sous la présidence du général Joseph Joffre, dont elle constitue l'apogée de la carrière. Cette rencontre réunit des militaires de l'ensemble des pays alliés les 6, 7 et 8 décembre 1915 à Chantilly dans l'hôtel du Grand Condé, siège du Grand Quartier général de l'armée française depuis le 28 novembre 1914. Les réunions se déroulent aussi à la villa Poiret, résidence du général en chef français, située non loin de là.
Chaque pays a mandaté pour cette réunion des personnalités militaires importantes. Ainsi le Royaume-Uni a dépêché son nouveau commandant en chef, le général Douglas Haig, accompagné de son chef d'état-major, le lieutenant-général Archibald Murray, tandis que la Serbie, alors défaite par l'offensive convergente des puissances centrales, est représentée par son attaché militaire auprès du commandement français, le colonel Stephanovic. Le chef de la mission militaire russe, le colonel Ignatieff, est également présent, accompagné du chef de la maison militaire russe au quartier-général français, Yakov Jilinski ; le sous-chef d'état-major italien, Carlo Porro, assiste aussi à la conférence, accompagné du colonel Alberico Albricci. Enfin, le général Félix Wielemans, chef d'état-major de l'armée belge, engagée dans le conflit, est également présent,.
Réunissant exclusivement des militaires, la rencontre se tient hors de la présence de représentants des gouvernements alliés, traduisant le rôle que le commandant en chef français souhaite donner aux civils dans la gestion du conflit.

### Préparation
Cette conférence fait l'objet d'une préparation minutieuse de la part des principaux membres de la coalition alliée. Afin d'étayer leurs propos, les Français et les Russes rédigent des memoranda destinés à leurs interlocuteurs.
Les Français et les Russes dressent un tableau de leurs réserves en novembre 1915. Les avis dans ces deux rapports sont parfois divergents, les premiers estimant les besoins réels des seconds au-delà de ceux fixés par l'attaché militaire russe auprès du commandement allié. Parallèlement à ces initiatives, les services de Jean Tannery, alors chargé du renseignement économique français, dressent au fil de l'année 1915, un tableau précis des capacités économiques et financières des puissances centrales à ce stade du conflit.

### Décisions
Les responsables militaires et politiques adoptent le principe de lancer, sur l'ensemble des fronts, des offensives simultanées, afin de déstabiliser les puissances centrales, conformément aux objectifs généraux assignés à cette rencontre par les planificateurs militaires français.
La conférence aboutit à la mise en place d'une planification stratégique des offensives alliées de l'été suivant. Ce projet bénéficie d'un accord de principe entre les Alliés, mais souffre de l'absence de calendrier précis. Des projets de vastes offensives de rupture, l'une partant d'Albanie et des Balkans, l'autre partant de Galicie, sont proposés par le commandement russe. Cependant, ces offensives étant jugées irréalisables, elles sont écartées par les représentants italiens, français et britanniques.

L'évacuation des troupes serbes, alors en Albanie, tout comme l'installation pérenne d'une tête de pont alliée dans les Balkans, est alors planifiée.

À cette planification stratégique s'ajoute un certain nombre de décisions militaires immédiates, influant sur la gestion des fronts, notamment ceux considérés comme périphériques. Joffre prend la décision d'évacuer par la mer, hors d'Albanie et du Monténégro, les troupes serbes alors en pleine retraite dans la principauté,. Dès le 12 décembre, une mission militaire est créée, chargée de veiller à cette évacuation et au maintien de la Serbie dans le conflit.
Dans le domaine de la coordination militaire, une véritable coopération militaire est mise en place sur le front de l'Ouest. Cependant, des divergences sur les options stratégiques continuent de se manifester entre Français et Britanniques, principalement ; les premiers s'opposant au souhait des seconds de renforcer les fronts périphériques, tant à Salonique et qu'en Mésopotamie,.

## Un changement de paradigme
La fin de l'année 1915 marque, pour les Alliés, la fin de l'illusion que la guerre peut être gagnée avec les moyens utilisés en 1914, dans un contexte marqué par le début d'une mise en place d'une solidarité interalliée, dans le cadre d'une guerre de coalition. De plus, les militaires présents lors de cette conférence commencent à envisager le conflit qui se prolonge comme une vaste guerre d'usure, et prennent en compte l'ensemble des dimensions nécessaires à la conduite victorieuse du conflit.

### Une rupture dans la conduite de la guerre
La conférence de Chantilly aboutit à fournir aux Alliés une feuille de route pour la conduite des opérations militaires futures. Au cours de cette conférence, les Alliés affichent leur souhait de mener une guerre en commun et non des guerres juxtaposées les unes par rapport aux autres ; cette coordination est cependant amoindrie par les contraintes des contextes nationaux spécifiques, notamment compte tenu des demandes russes et britanniques.
Cette conférence accorde la priorité aux opérations européennes, au détriment des opérations extra-européennes, les Britanniques se voient opposer un veto de Joffre lorsque leurs stratèges exposent par exemple leur projet de débarquer dans le golfe d'Alexandrette, à la fois pour entraver les opérations ottomanes contre le canal de Suez et pour établir une jonction directe avec la Russie.
De plus, à partir de ce moment, les Alliés font le choix de mener, face aux armées des puissances centrales, une importante bataille de matériel. Les offensives alliées des années suivantes constituent autant d'exemples de cette orientation des méthodes de guerre : des armées gigantesques sont constituées, dotées de moyens en artillerie considérables, et correctement approvisionnées en armes et en munitions de tous calibres.

### Guerre économique
Après avoir pris conscience que le conflit est promis à être long, les Alliés décident d'utiliser de manière plus systématique l'arme économique pour remporter la victoire face aux puissances centrales.
La principale décision aboutit à considérer les puissances centrales comme une « citadelle assiégée », qu'un blocus strict doit isoler systématiquement du reste du monde, tout en respectant le droit des pays neutres à commercer entre eux et avec les puissances alliées ; dans ce cadre, un contingentement est mis en place dans le commerce des États neutres.
De plus, des organismes sont mis en place afin d'apprécier au mieux la situation économique des puissances centrales, isolées du monde sous l'effet du blocus allié, de plus en plus efficace. En France, par exemple, des bureaux spécialisés, mais alors informels, sont mis en place, destinés à la fois à coordonner les efforts de mise en place du blocus des puissances centrales et à fournir des notes pour les principaux ministres des gouvernements successifs.

### Planification militaire
En dépit de la volonté de lancer des offensives sur l'ensemble des fronts, les Alliés doivent temporiser. Néanmoins, des instructions sont adressées dès le 15 décembre 1915 aux généraux français ; ce report des offensives planifiées à Chantilly, est imposé par les capacités offensives limitées des armées impériale russe et royale italienne, ces deux armées ne disposant pas des moyens de lancer rapidement des actions offensives de grande ampleur avant le début du mois de juin 1916.
Enfin, les offensives des puissances centrales du premier semestre 1916 n'entravent pas la préparation des offensives projetées à Chantilly. Dès le 20 avril 1916, le commandement russe commence les travaux de préparation de l'offensive d'été. Lancée le 4 juin 1916, elle se transforme rapidement en gigantesque offensive de rupture, dans un premier temps victorieuse. Parallèlement à cette offensive sur le front de l'Est, les troupes franco-britanniques partent le 1er juillet 1916 à l'assaut des positions allemandes sur la Somme, imposant à l'Armée impériale allemande de mener une gigantesque bataille de matériel. Les Italiens, dans le cadre de cette planification, lancent une offensive face au front austro-hongrois le 6 août 1916, dont les résultats sont rapidement amoindris par l'échec de la poursuite des unités austro-hongroises défaites lors de la rupture du front.